# Panicum glaziovii
Panicum glaziovii är en gräsart som beskrevs av Eduard Hackel. Panicum glaziovii ingår i släktet vipphirser, och familjen gräs. Inga underarter finns listade i Catalogue of Life.